# Jiří Dopita
Jiří Dopita  (* 2. prosince 1968 Šumperk) je český hokejový trenér a bývalý útočník, reprezentant, olympijský vítěz z Nagana a trojnásobný mistr světa. Byl majitelem klubu HC Olomouc, kde po ukončení aktivní kariéry působil i v roli asistenta trenéra. V letech 2016–2020 trénoval klub VHK ROBE Vsetín.

## Hokejová kariéra
Debut v nejvyšší československé soutěži prožil v ročníku 1989/90 v dresu HC Dukla Jihlava. Od následujícího ročníku nastupoval za HC Olomouc, kde se již výrazněji v extralize prosadil. Do National Hockey League byl draftován v roce 1992 za 133. pozice týmem Boston Bruins. Za tento tým však nikdy nenastoupil a v roce 1993 přestoupil do Eisbären Berlín působící v německé bundeslize a po její transformaci v DEL. Na jaře 1994, poté, co jeho klub již skončil sezónu v německé lize, se vrátil na výpomoc do Olomouce a odehrál v play-off sezóny 1993/94 dvanáct utkání s bilancí čtyř gólů a sedmi asistencí, čímž Olomouci výrazně pomohl k historickému ligovému titulu. Tato výpomoc, v té době však obvyklá, byla kritizovaná a později vedla spolu s dalšími případy k pravidlu o uzavření soupisek extraligových týmů ještě před koncem základní části.
Počínaje sezónou 1995/96 se vrátil do české extraligy jako hráč HC Vsetín, se kterým v následujících šesti letech získal pět ligových titulů. Koncem devadesátých let byl považován (mimo jiné např. hokejovým magazínem Hockey News) za nejlepšího hokejistu působícího mimo NHL. Angažmá v nejrespektovanější lize však odolával, přestože byl opětovně vybrán v draftu v roce 1999 týmem New York Islanders. Zlákat se nechal až v roce 2001 do týmu Philadelphia Flyers, který mezitím právo na něj v NHL získal. K přesvědčení odejít do Ameriky napomohl jeho bývalý spoluhráč ze Vsetína Roman Čechmánek, který tou dobou za Flyers hrával. Svůj debut v NHL prožil 4. října 2001 proti Floridě, ten se mu nepovedl, protože se při něm zranil a nepřipsal si žádný bod. Část první sezóny vynechal kvůli zranění kolene, nasbíral celkem v 52 utkáních 27 bodů. Po sezóně byl vyměněn do Edmontonu Oilers. Tam se však vůbec neprosadil a po sezóně se definitivně vrátil do Česka. Nastupoval za Pardubice (s týmem získal svůj sedmý český mistrovský titul), Znojmo a Kometu Brno
V květnu 2006 se stal majoritním vlastníkem tehdy prvoligového klubu HC Olomouc. Tam také po ukončení působení v extralize od sezóny 2011/2012 pokračoval v kariéře. Brzdily jej však stále více zdravotní problémy, především s kolenními klouby a nastupoval k omezenému počtu utkání. Na konci sezóny 2012/2013 oznámil ukončení aktivní kariéry ve 44 letech a stal se asistentem trenéra u A-týmu Olomouce. Z osobních důvodů tento post během letní přípravy na sezonu 2015/2016 opustil. Dne 16. prosince 2015 odprodal svůj podíl v olomouckém klubu a již následující den byl jmenován hlavním trenérem klubu HC Oceláři Třinec, který vedl do konce sezóny 2015/2016. Od sezóny 2016/2017 trénoval klub VHK ROBE Vsetín, kde působil do roku 2020.

## Policejní obvinění
V listopadu 2015 policie obvinila Dopitu ze zkreslování údajů o stavu hospodaření a jmění olomouckého hokejového klubu. Podle kriminalistů uvedl Dopita v účetních knihách, zápisech a jiných dokladech v letech 2006 až 2012 nepravdivé nebo hrubě zkreslené údaje, čímž ohrozil majetková práva sdružení Hockey Club Olomouc. Již v prosinci téhož roku státní zástupce obvinění zrušil a vrátil případ policii.

## Ocenění a úspěchy
- 1994 ČHL Nejužitečnější hráč v playoff
- 1995 DEL Nejproduktivnější hráč
- 1996 ČHL Nejlepší hráč v pobytu na ledě v playoff +/−
- 1996 ČHL Nejlepší střelec v playoff
- 1996 ČHL Nejproduktivnější hráč v playoff
- 1996 ČHL Nejužitečnější hráč v playoff
- 1997 ČHL Nejlepší hráč v pobytu na ledě
- 1997 ČHL Nejlepší střelec
- 1997 ČHL Hokejista sezony
- 1997 ČHL Nejlepší střelec v playoff
- 1998 ČHL Hokejista sezony
- 1998 ČHL Nejlepší střelec v playoff
- 1998 ČHL Nejužitečnější hráč v playoff
- 1998 ČHL Vítězný gól
- 1999 ČHL Nejlepší hráč v pobytu na ledě
- 1999 ČHL Hokejista sezony
- 2000 ČHL Nejvíce vstřelených vítězných branek
- 2000 ČHL Nejlepší střelec
- 2000 MS All-Star Tým
- 2000 MS Nejlepší nahrávač
- 2001 ČHL Nejlepší hráč v pobytu na ledě
- 2001 ČHL Hokejista sezony
- 2001 ČHL Nejlepší hráč v pobytu na ledě v playoff +/−
- 2001 ČHL Nejlepší nahrávač v playoff
- 2001 ČHL Nejproduktivnější hráč v playoff
- 2001 ČHL Nejužitečnější hráč v playoff
- 2001 ČHL Hokejista sezony
- 2003 Postup s týmem HC Olomouc do 1.ČHL
- 2004 ČHL/SHL - Utkání hvězd české a slovenské extraligy
- 2024 Klub legend české extraligy[9]

## Prvenství
- Debut v NHL - 4. října 2001 (Philadelphia Flyers proti Florida Panthers)
- První asistence v NHL - 14. listopadu 2001 (New York Rangers proti Philadelphia Flyers)
- První gól v NHL - 15. listopadu 2001 (Philadelphia Flyers proti Washington Capitals, brankáři Olaf Kölzig)
- První hattrick v NHL - 8. ledna 2002 (Philadelphia Flyers proti Atlanta Thrashers)

## Klubová statistika
| Sezóna        | Klub                     | Soutěž        |     | Základní část | Základní část | Základní část | Základní část | Základní část |    | Play off | Play off | Play off | Play off | Play off |
| Sezóna        | Klub                     | Soutěž        | Z   | G             | A             | B             | TM            | Z             | G  | A        | B        | TM       |          |          |
| 1986–87       | TJ Lokomotiva Šumperk 18 | ČSHL-18       | 30  | 26            | 29            | 55            | 49            | —             | —  | —        | —        | —        |          |          |
| 1987–88       | TJ DS Olomouc 18         | ČSHL-18       | 39  | 45            | 37            | 82            | 46            | —             | —  | —        | —        | —        |          |          |
| 1987–88       | TJ DS Olomouc            | 1.ČSHL        | 5   | 0             | —             | —             | —             | —             | —  | —        | —        | —        |          |          |
| 1988–89       | TJ DS Olomouc            | 1.ČSHL        | 39  | 16            | —             | —             | —             | —             | —  | —        | —        | —        |          |          |
| 1989–90       | ASD Dukla Jihlava        | ČSHL          | 5   | 1             | 2             | 3             | 0             | —             | —  | —        | —        | —        |          |          |
| 1989–90       | HC VS VTJ Tábor          | 1.ČSHL        | 38  | 18            | 19            | 37            | —             | —             | —  | —        | —        | —        |          |          |
| 1990–91       | TJ DS Olomouc            | ČSHL          | 42  | 11            | 13            | 24            | 26            | —             | —  | —        | —        | —        |          |          |
| 1991–92       | TJ DS Olomouc            | ČSHL          | 38  | 22            | 19            | 41            | 28            | 3             | 1  | 4        | 5        | —        |          |          |
| 1992–93       | HC Olomouc               | ČSHL          | 28  | 12            | 17            | 29            | 16            | —             | —  | —        | —        | —        |          |          |
| 1992–93       | EHC Eisbären Berlin      | 1.GBun        | 11  | 7             | 8             | 15            | 49            | —             | —  | —        | —        | —        |          |          |
| 1993–94       | EHC Eisbären Berlin      | 1.GBun        | 42  | 23            | 21            | 44            | 52            | 4             | 4  | 4        | 8        | 8        |          |          |
| 1993–94       | HC Olomouc               | ČHL           | —   | —             | —             | —             | —             | 12            | 5  | 7        | 12       | 14       |          |          |
| 1994–95       | EHC Eisbären Berlin      | DEL           | 42  | 28            | 40            | 68            | 55            | —             | —  | —        | —        | —        |          |          |
| 1995–96       | HC Petra Vsetín          | ČHL           | 38  | 19            | 21            | 40            | 20            | 13            | 9  | 10       | 19       | 10       |          |          |
| 1996–97       | HC Petra Vsetín          | ČHL           | 51  | 30            | 31            | 61            | 58            | 10            | 7  | 4        | 11       | 12       |          |          |
| 1997–98       | HC Petra Vsetín          | ČHL           | 50  | 21            | 33            | 54            | 60            | 10            | 12 | 6        | 18       | 4        |          |          |
| 1998–99       | HC Slovnaft Vsetín       | ČHL           | 49  | 19            | 30            | 49            | 43            | 12            | 1  | 6        | 7        | 6        |          |          |
| 1999–00       | HC Slovnaft Vsetín       | ČHL           | 49  | 30            | 29            | 59            | 85            | 9             | 0  | 4        | 4        | 6        |          |          |
| 2000–01       | HC Slovnaft Vsetín       | ČHL           | 46  | 19            | 31            | 50            | 53            | 14            | 8  | 13       | 21       | 18       |          |          |
| 2001–02       | Philadelphia Flyers      | NHL           | 52  | 11            | 16            | 27            | 8             | —             | —  | —        | —        | —        |          |          |
| 2002–03       | Edmonton Oilers          | NHL           | 21  | 1             | 5             | 6             | 11            | —             | —  | —        | —        | —        |          |          |
| 2002–03       | HC Olomouc               | 2.ČHL         | —   | —             | —             | —             | —             | —             | —  | —        | —        | —        |          |          |
| 2003–04       | HC Moeller Pardubice     | ČHL           | 47  | 20            | 28            | 48            | 44            | 7             | 1  | 9        | 10       | 4        |          |          |
| 2004–05       | HC Moeller Pardubice     | ČHL           | 44  | 4             | 23            | 27            | 12            | 16            | 2  | 3        | 5        | 18       |          |          |
| 2005–06       | HC JME Znojemští Orli    | ČHL           | 43  | 9             | 14            | 23            | 26            | 11            | 4  | 4        | 8        | 4        |          |          |
| 2006–07       | HC Znojemští Orli        | ČHL           | 48  | 14            | 14            | 28            | 62            | 10            | 2  | 2        | 4        | 26       |          |          |
| 2007–08       | HC Znojemští Orli        | ČHL           | 42  | 14            | 16            | 30            | 18            | 3             | 0  | 1        | 1        | 2        |          |          |
| 2008–09       | HC Znojemští Orli        | ČHL           | 40  | 10            | 21            | 31            | 8             | —             | —  | —        | —        | —        |          |          |
| 2009–10       | HC Kometa Brno           | ČHL           | 51  | 20            | 21            | 41            | 10            | —             | —  | —        | —        | —        |          |          |
| 2010–11       | HC Kometa Brno           | ČHL           | 26  | 3             | 4             | 7             | 0             | —             | —  | —        | —        | —        |          |          |
| 2011–12       | HC Olomouc               | 1.ČHL         | 32  | 8             | 14            | 22            | 22            | 14            | 1  | 5        | 6        | 12       |          |          |
| 2012–13       | HC Olomouc               | 1.ČHL         | 7   | 1             | 3             | 4             | 2             | 4             | 0  | 1        | 1        | 4        |          |          |
| Celkem v ČSHL | Celkem v ČSHL            | Celkem v ČSHL | 113 | 46            | 51            | 97            | 60            | 3             | 1  | 4        | 5        | —        |          |          |
| Celkem v ČHL  | Celkem v ČHL             | Celkem v ČHL  | 624 | 232           | 316           | 548           | 517           | 127           | 51 | 69       | 120      | 124      |          |          |
| Celkem v NHL  | Celkem v NHL             | Celkem v NHL  | 73  | 12            | 21            | 33            | 19            | —             | —  | —        | —        | —        |          |          |

## Reprezentace
| Rok                       | Tým                       | Soutěž                    | Z  | G  | A  | B  | TM |
| ------------------------- | ------------------------- | ------------------------- | -- | -- | -- | -- | -- |
| 1994                      | Česko                     | MS                        | 3  | 1  | 0  | 1  | 0  |
| 1995                      | Česko                     | MS                        | 8  | 1  | 1  | 2  | 4  |
| 1996                      | Česko                     | MS                        | 6  | 1  | 2  | 3  | 2  |
| 1996                      | Česko                     | SP                        | 2  | 1  | 0  | 1  | 2  |
| 1997                      | Česko                     | MS                        | 9  | 3  | 1  | 4  | 2  |
| 1998                      | Česko                     | OH                        | 6  | 1  | 2  | 3  | 0  |
| 1998                      | Česko                     | MS                        | 8  | 3  | 1  | 4  | 6  |
| 2000                      | Česko                     | MS                        | 9  | 4  | 7  | 11 | 16 |
| 2001                      | Česko                     | MS                        | 9  | 2  | 1  | 3  | 4  |
| 2002                      | Česko                     | OH                        | 4  | 2  | 2  | 4  | 2  |
| 2004                      | Česko                     | MS                        | 7  | 1  | 2  | 3  | 2  |
| 2004                      | Česko                     | SP                        | 5  | 0  | 1  | 1  | 0  |
| Seniorská kariéra celkově | Seniorská kariéra celkově | Seniorská kariéra celkově | 76 | 20 | 20 | 40 | 40 |